# S.A.G. Lomas de Zamora Handball
S.A.G. Lomas de Zamora es un equipo de balonmano que milita la Liga de Honor Caballeros "L.H.C." de la Femebal.

## Ubicación
El Club se ubica en L. M. Drago y Arenales, en Burzaco, Partido de Almirante Brown.

## Historia
A principios de mayo de 1944, se reunió un grupo de Ex- alumnos del colegio Alemán de Temperley (ex–Mozart Schule) y decidió fundar la Sociedad Alemana de Gimnasia de Lomas de Zamora, para nuclear en ella toda persona dispuesta a desarrollar alguna actividad deportiva.
Se comenzó alquilando los sábados por la tarde las instalaciones de un modesto club de fútbol en Temperley, luego se pasó a Lomas de Zamora, decididos a formar algo más grande con sede social propia; se buscó y encontró los terrenos de la calle paso 1997, donde durante casi 30 años estuvo establecido.
Hace pocos años, dada la preocupación constante de la Comisión Directiva para poder lograr en el futuro un centro deportivo acorde a la época, brindar al socio todas las posibilidades de elegir su deporte preferido y contar con un espacio y los elementos necesarios para poder entrenarse adecuadamente y siendo apoyados plenamente por la SOCIEDAD ALEMANA DE BENEFICENCIA, se consiguió el predio de 15 hectáreas, que actualmente se ocupa en L. M .Drago y Arenales, en Burzaco, Partido de Almirante Brown.
El S.A.G. Lomas de Zamora , es uno de los 17 clubes fundadores de la Femebal.

## Palmarés

### Torneos obtenidos
El Club S.A.G. Lomas de Zamora cuenta con 1 título a nivel metropolitano.
- LHC: Apertura 2008
- Primera división FeMeBal: Campeón Apertura 2017.
- Primera división FeMeBal: Subcampeón Clausura 2017 y retorno a la L.H.C.[1]

### Temporadas recientes
| Temporada           | Femebal | Femebal      | Nacional de Clubes |
| Temporada           | Liga    | Super 4      | Nacional de Clubes |
| ------------------- | ------- | ------------ | ------------------ |
| 2003                | 3º      |              | NO CLASIFICO       |
| 2004                | 3º      |              | NO CLASIFICO       |
| Apertura 2005       | 4°      |              |                    |
| Clausura 2005       | 3º      | 3º           | NO CLASIFICO       |
| Apertura 2006       | 6°      |              |                    |
| Clausura 2006       | 2º      | 4°           | NO CLASIFICO       |
| Apertura 2007       | 12°     |              |                    |
| Clausura 2007 LHC B | 1º      | NO CLASIFICO | 5°                 |
| Apertura 2008       | 1º      |              |                    |
| Clausura 2008       | 3º      | 3º           | NO CLASIFICO       |
| Apertura 2009       | 7°      |              |                    |
| Clausura 2009       | 11°     | NO CLASIFICO | 4°                 |
| Apertura 2010       | 11°     |              |                    |
| Clausura 2010       | 9°      | NO CLASIFICO | NO CLASIFICO       |
| Apertura 2011       | 11°     |              |                    |
| Clausura 2011       | 11°     | NO CLASIFICO | NO CLASIFICO       |
| Apertura 2012       | 11º     |              |                    |
| Clausura 2012       | 12°     | NO CLASIFICO | NO CLASIFICO       |
| Apertura 2013       | 11°     |              |                    |
| Clausura 2013       | 6°      | 6°           | NO CLASIFICO       |
| Apertura 2014       | 9°      |              |                    |
| Clausura 2014       | 7°      | 7°           | NO CLASIFICO       |
| Apertura 2015       | 9°      |              |                    |
| Clausura 2015       | 6°      | 4°           | NO CLASIFICO       |

## Jugadores

### Plantilla 2018
| Nº | Nombre                    | Altura | Peso | Nacimiento | Posición          |
| -- | ------------------------- | ------ | ---- | ---------- | ----------------- |
| 1  | ALAN HERRERA              | 1.84m  | 71kg | 1997/04/05 | Portero           |
| 31 | GUSTAVO NICOLAS SCAVUZZO  | 1.78m  | 80kg | 1987/08/21 | Central           |
| 2  | SEBASTIAN VILLAVERDE      | 1.85m  | 85kg | 1984/11/15 | Extremo izquierdo |
| 18 | SERGIO CREVATIN           | 1.86m  | 99kg | 1980/05/28 | Pivote            |
| 55 | EZEQUIEL SANCHEZ VIAMONTE | 1.70m  | 82kg | 1977/03/17 | Lateral derecho   |
| 7  | PAOLO RICCI               | 1.94m  | 93kg | 1986/01/28 | Extremo derecho   |
| 5  | MATIAS FORTUNATI          | 1.80m  | 80kg | 1983/05/18 | Central           |
| 11 | PABLO PENSO               | 1.84m  | 98kg | 1988/05/04 | Pivote            |
| 16 | BRUNO PAUNI               | 1.84m  | 85kg | 1984/06/31 | Portero           |
| 8  | TOMAS PENSO               | 1.83m  | 90kg | 1986/10/15 | Extremo izquierdo |
| 6  | MATIAS KOCKRITZ           | 1.90m  | 82Kg | 1990/08/11 | Central           |
| 13 | GUILLERMO FISCHER         | 2.02m  | 90kg | 1996/07/18 | Lateral izquierdo |
| 3  | NICOLAS CORTESE           | 1.83m  | 90kg | 1987/07/23 | Extremo izquierdo |
| 15 | EZEQUIEL SCAVUZZO         | 1.85m  | 80kg | 1992/02/28 | Extremo izquierdo |
| 9  | MAURO MEDINA              | 1.82m  | 83kg | 1986/11/19 | Lateral derecho   |
| 17 | NICOLAS CECCHINI          | 1.75m  | 75kg | 1994/05/15 | Central           |
| 10 | EMILIANO VILLAVERDE       | 1.82m  | 85kg | 1990/01/24 | Lateral izquierdo |
| 4  | GONZALO CASTRO            | 1.82m  | 83kg | 1994/12/07 | Extremo derecho   |

Selección Argentina
| Altas - GUSTAVO NICOLAS SCAVUZZO del Inst. Grilli - BRUNO PAUNI del Mariano Acosta | Bajas - MATIAS MARCEL |